# Oríjiv
Oríjiv (en ucraniano: Оріхів; en ruso: Орехов, romanizado: Oréjov) es una ciudad ucraniana perteneciente al óblast de Zaporiyia. Situada en el sur del país, servía como centro administrativo del raión de Oríjiv hasta 2020, aunque ahora es parte del raión de Pologi y centro del municipio (hromada) de Oríjiv.

## Geografía
Oríjiv está ubicada en la margen izquierda del río Konka, a unos 57 kilómetros al sureste de Zaporiyia, a unos 70 km de Melitópol en el sur y a unos 100 km de Berdiansk. 

## Historia
El asentamiento activo del territorio comenzó durante los tiempos del Sich de Zaporiyia, cuando el cosaco Lysko construyó un campamento de invierno en la orilla derecha del río Konka.
Oríiv se fundó alrededor de 1783 como slobodá y ya en 1818 parecía ser un lugar donde estaba estacionado el personal militar del zar; por ejemplo, un oficial de Oríjiv salió a ultimar los arreglos para la visita del zar a Lindenau en mayo de ese año. Ya en 1836, una "ruta de la sal" conectaba Oríjiv con Perekop al sur, atravesando Molochna Kolonia (este camino todavía aparecía en los mapas de 1852). En 1842, Orihiv sobrevivió a un gran incendio. Casi la mitad de la ciudad se quemó, incluida toda su parte comercial. En 1850, Oríjiv estaba dentro de los límites de la gobernación de Táurida, cerca de la frontera noreste de esa provincia. Cuando se construyó el ferrocarril que conectaba Aleksandrovsk con Berdiansk, que pasaba por Oríjiv, esto supuso una ayuda al desarrollo de la ciudad y le facilitaba el acceso al puerto de Berdiansk.
Los primeros menonitas probablemente se asentaron en Oríjiv ya en la década de 1830. En 1852 había dos molinos de viento en Oríjiv propiedad de menonitas (Kornelius Ediger y Kornelius Heinrichs), así como una prensa de aceite operada por Aaron Wiens. En la década de 1860, varias familias se mudaron de Schoenwiese de la colonia de Jortytsia a Oríjiv. Entre ellos estaba Johann Heinrich Janzen, quien construyó dos grandes molinos harineros a vapor y alentó a otros hombres de negocios menonitas a seguir su ejemplo. Para 1874, la pequeña comunidad menonita, en cooperación con el igualmente pequeño grupo luterano, había construido una iglesia y una escuela. Aparentemente, los menonitas y los luteranos tenían servicios conjuntos en la iglesia, pero para los festivales más importantes, los menonitas tendían a ir a sus iglesias originales, para muchos esto era Schoenwiese en la colonia de Jortytsia. También regresaban a sus iglesias de origen para permitir que los jóvenes se encontraran con posibles cónyuges. En 1874, Johann Heinrich Janzen fue elegido alcalde de Oríjiv hasta que se retiró en 1899. A pesar de cierta oposición de la comunidad empresarial porque Janzen era alemán, el gobernador de la provincia lo animó a continuar en su cargo, siendo Orihiv una de las pocas ciudades con un balance positivo a pesar de un agresivo programa de construcción de escuelas. A finales del siglo XIX, de una población de 10.000 habitantes, solo había unos 200 alemanes en total (llamados niemsty), que incluían un número aproximadamente igual de menonitas y luteranos. 
En 1918-1919, Oríjiv estaba en el centro del área controlada por el anarquista Néstor Majnó, por lo que probablemente sufrió las consecuencias habituales de ser ocupada por su ejército. Durante la guerra civil rusa posterior fue invadida varias veces ya que las vicisitudes de la guerra provocaron cambios frecuentes en las luchas entre blancos y rojos. Oríjiv fue la base desde la cual el Ejército Rojo avanzó hacia el sur para finalmente derrotar a las unidades de autodefensa (Selbstschutz) menonitas, lo que en algún momento llevó a la capitulación en Gnadenfeld y Molochna.
Durante la colectivización de Stalin y el Holodomor en Ucrania, Orihiv se convirtió en la ciudad donde comenzaron las primeras represiones por la imposibilidad de cumplir los planes de cosecha del pan. Oríjiv obtuvo el estatus de ciudad en 1938. 
En 1972 fue nombrada capital del raión de Oríjiv del óblast de Zaporiyia. En 1990 la población era de 21.200. 
Oríjiv está incluida en la lista de asentamientos históricos de Ucrania desde 2018.
Tras la invasión rusa de Ucrania de 2022, la ciudad permaneció controlada por el ejército ucraniano. El 7 de mayo de 2022, alrededor de las 21:00 horas, el hospital de Oríjiv fue bombardeado por las fuerzas rusas. Según el gobierno local, los ocupantes querían acabar con los heridos y matar a los médicos civiles. El 21 de mayo, los medios locales informaron que, como resultado del bombardeo ruso, el gimnasio y el edificio del comité ejecutivo de la ciudad fueron destruidos. En agosto, las fuerzas de la Federación Rusa bombardeaban Oríjiv con regularidad. Según la OCHA, el 17 de agosto la población de la ciudad se había reducido a 6.000. La Organización americana para jubilados (AARP) describió las decisiones desesperadas de una familia de quedarse en su Oríjiv familiar, o irse bajo la amenaza de un bombardeo ruso.En enero de 2025, una habitante de la ciudad explicó que «no hay ninguna casa que no haya sufrido las consecuencias de los bombardeos», lo que parecían corroborar las fotografías publicadas.

## Demografía
La evolución de la población de Oríjiv entre 1897 y 2021 fue la siguiente:
| 5996                                                          | 7390 | 9605 | 12 945 | 16 804 | 19 366 | 21 253 | 17 955 | 15 067 | 14 991 | 14 136 |
| (Fuente: Cities & Towns of Ukraine y UKRAINE: Größere Städte) |      |      |        |        |        |        |        |        |        |        |

Según el censo de 2001, la mayoría de la población son ucranianos (89,7%) pero la ciudad cuenta también una minoría de rusos (8,8%). En cuanto a las lenguas, los idiomas más hablados son ucraniano (90,23%) y ruso (9,34%).

## Economía
Las principales industrias producían prendas de vestir, maquinaria y materiales de construcción. Hay una planta metalúrgica, "Cantera de materiales de moldeo de Oríjiv", que se ocupa de materiales refractarios, y una refinería de azúcar.

## Infraestructura

### Arquitectura y monumentos
No quedan rastros evidentes del pasado menonita en Oríjiv. El pueblo tiene muchos edificios de la década de 1950 con ladrillos rojos y casas pequeñas, y al mismo tiempo, hay cuatro monumentos arquitectónicos de finales del siglo XIX y principios del XX. La ciudad también cuenta con un museo regional. 

### Transporte
En la ciudad de Oríjiv, se encuentra la estación de tren Orihivska en la línea Krivói Rog-Zaporiyia-Pologi. La ciudad está atravesada por la carretera H08 de importancia nacional (Boríspil-Zaporiyia-Mariúpol), así como por las carreteras de importancia territorial T0812, T0815 y T0408.

## Galería

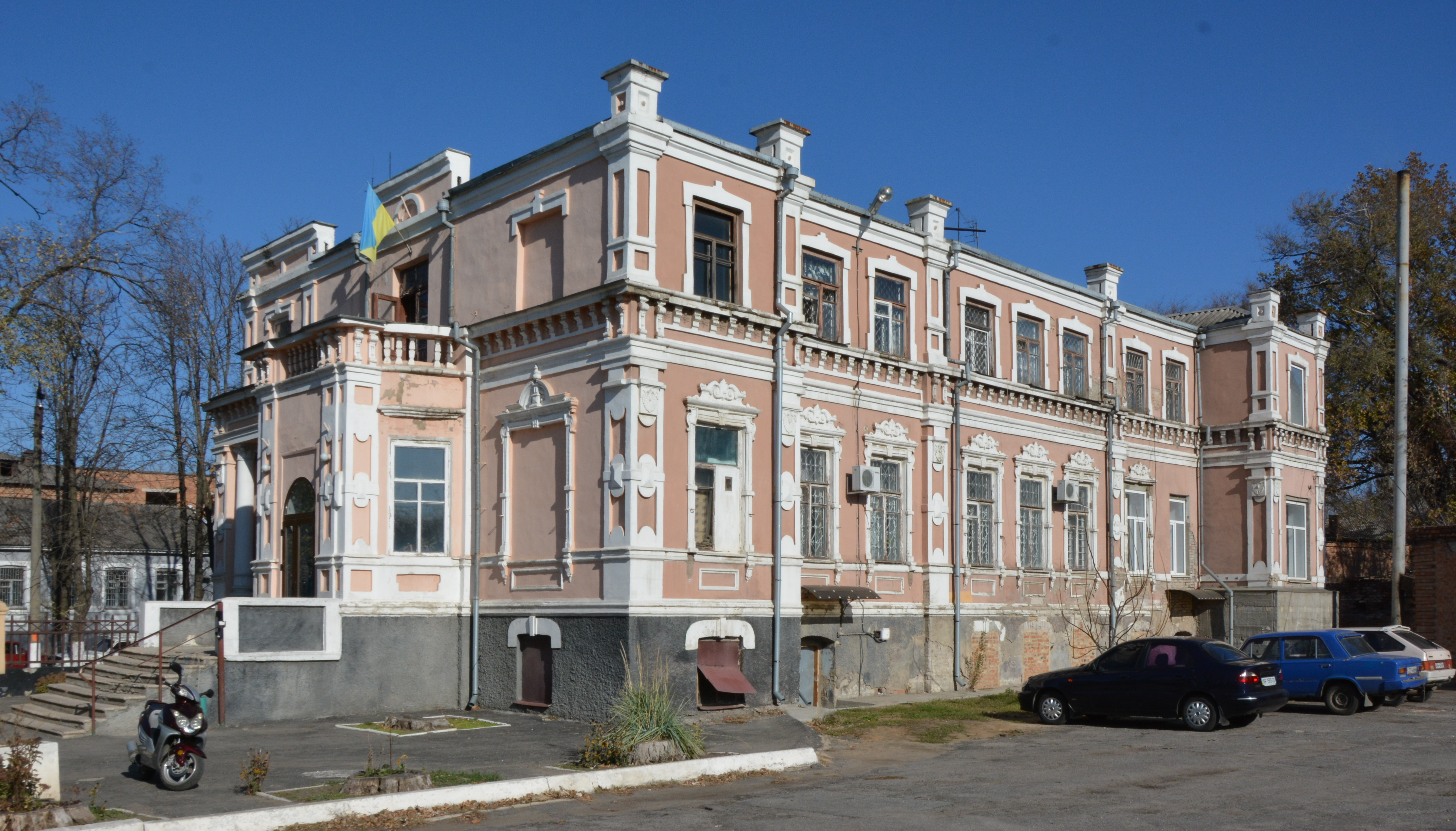
Mansión de Heinrich Janzen, empresario y alcalde de Oríjiv en 1874-1899
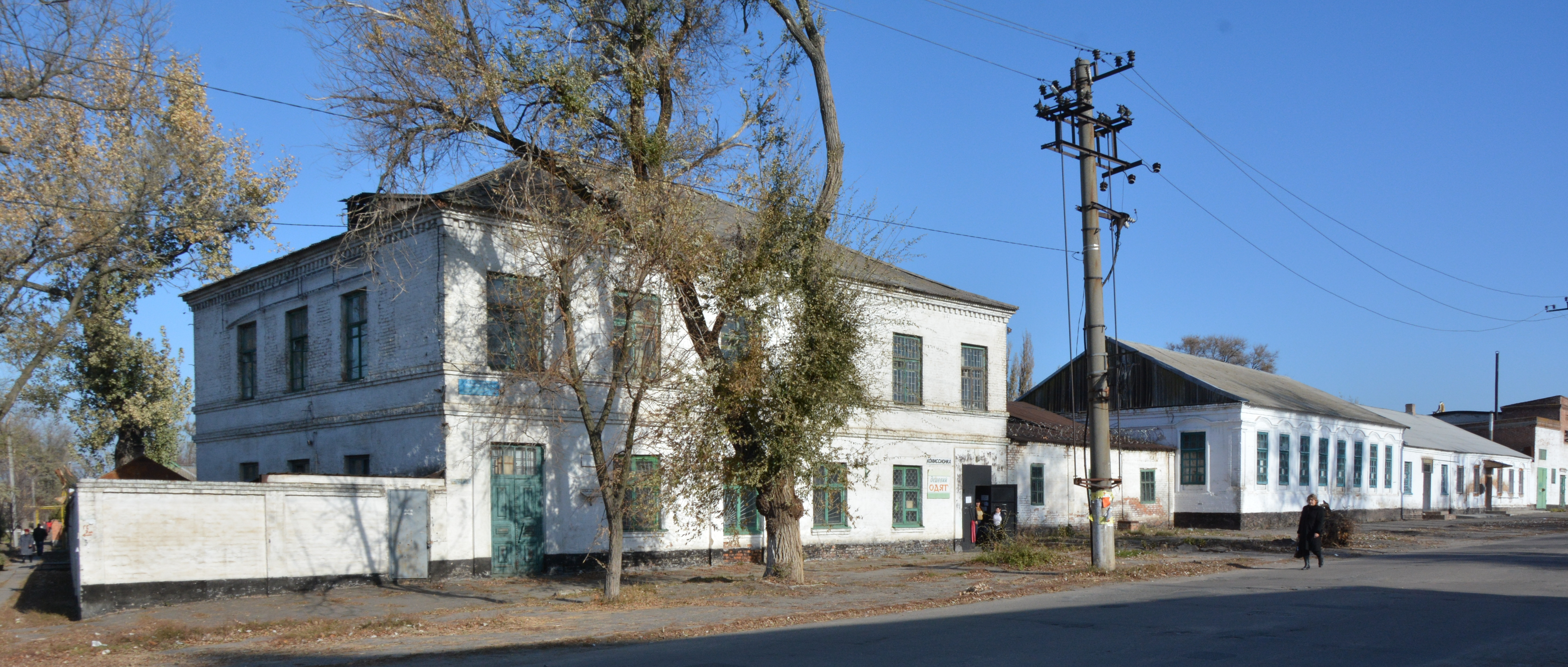
Antigua calle comercial
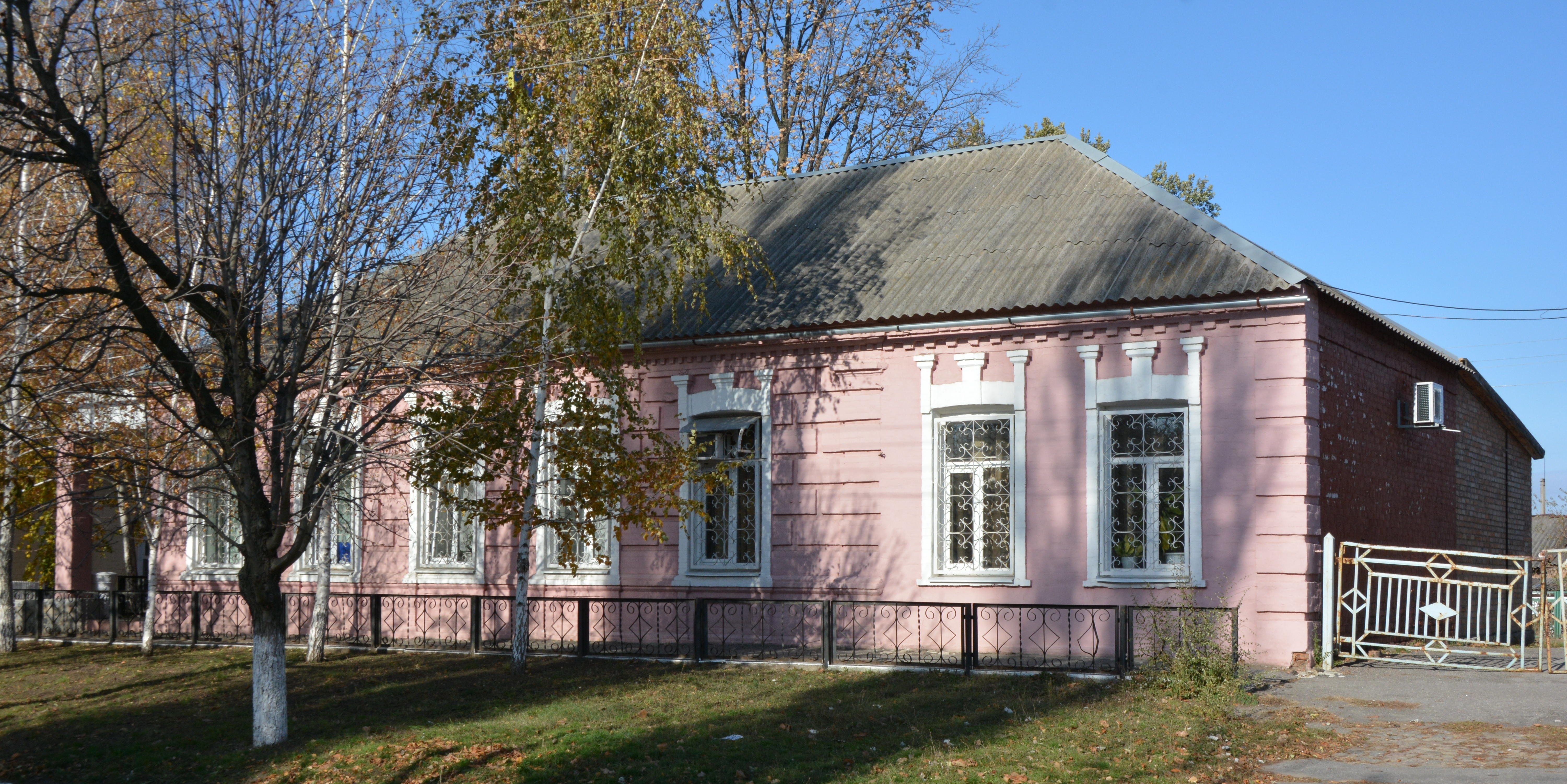
Antiguo ayuntamiento de Oríjiv
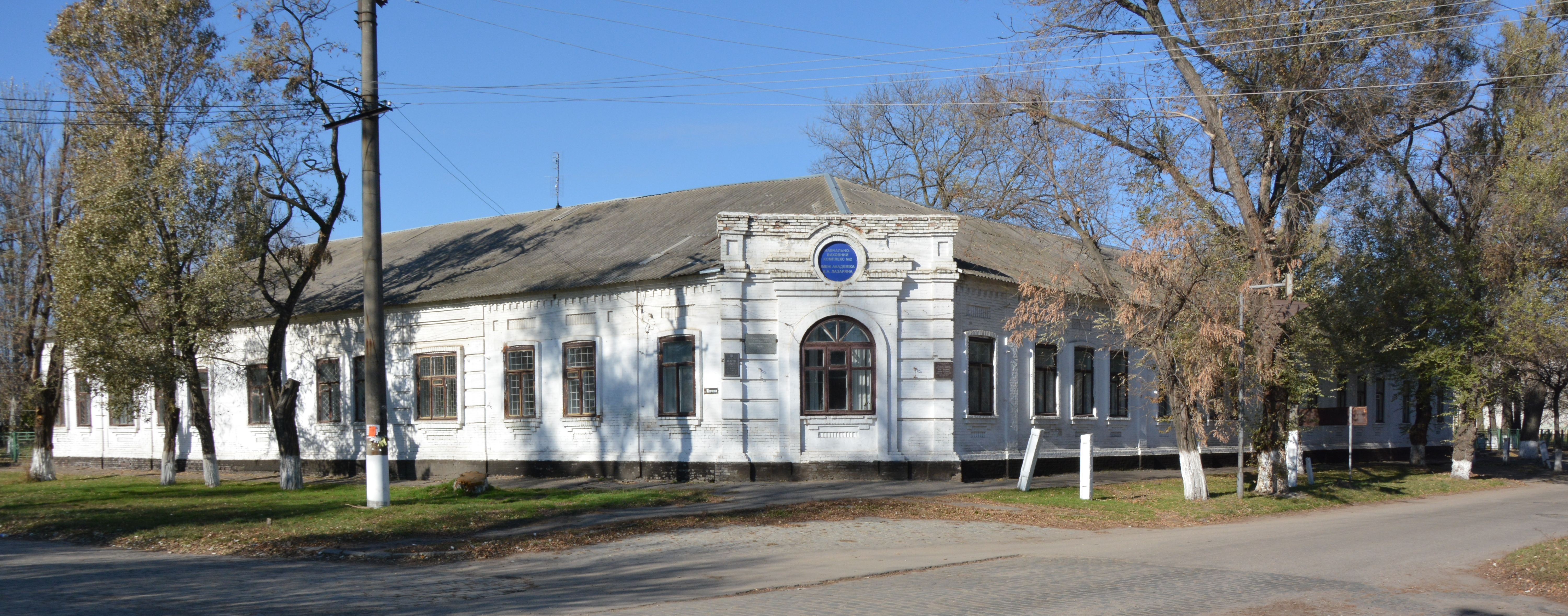
Antiguo instituto para chicas
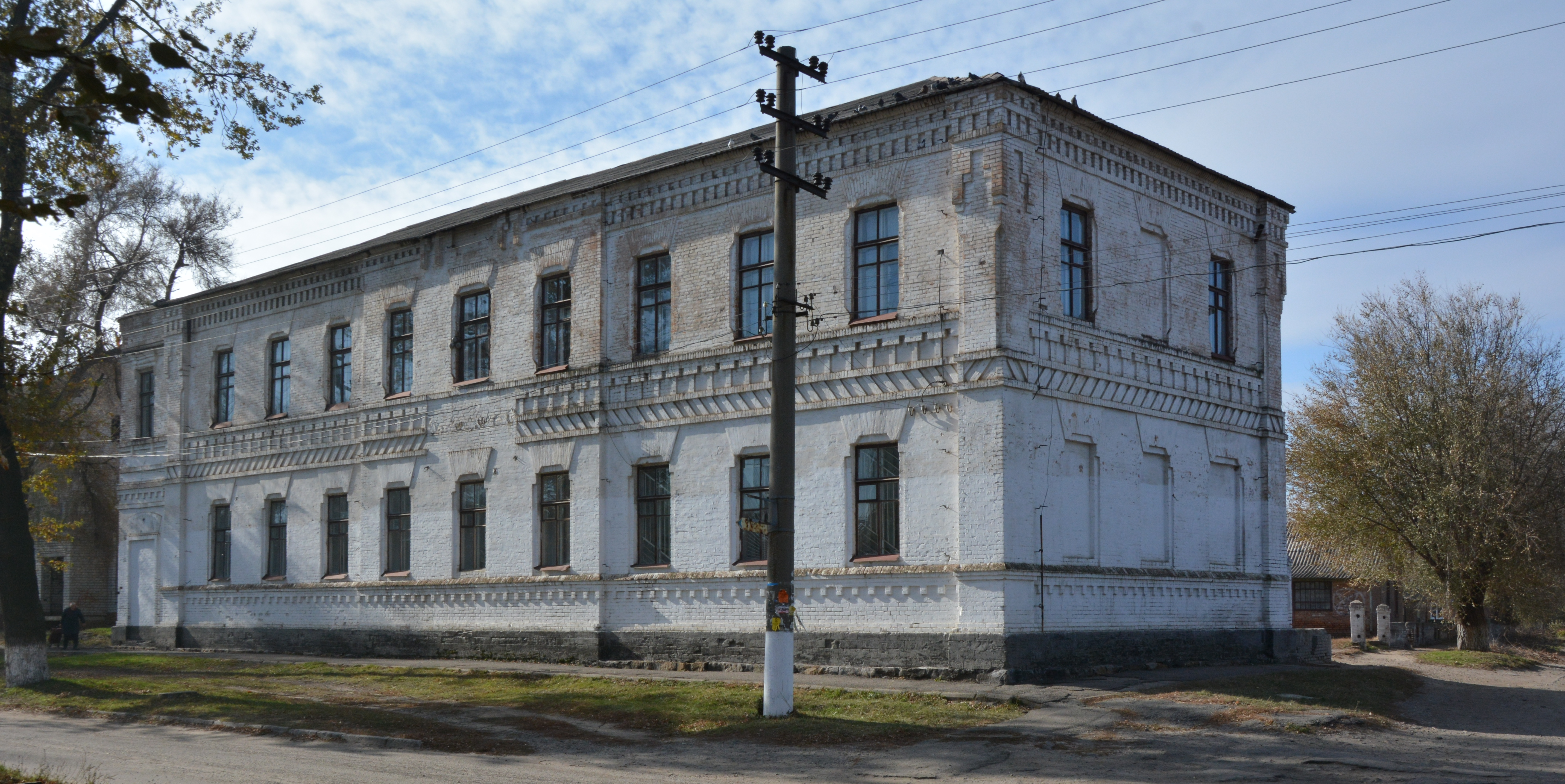
Antiguo instituto para chicos
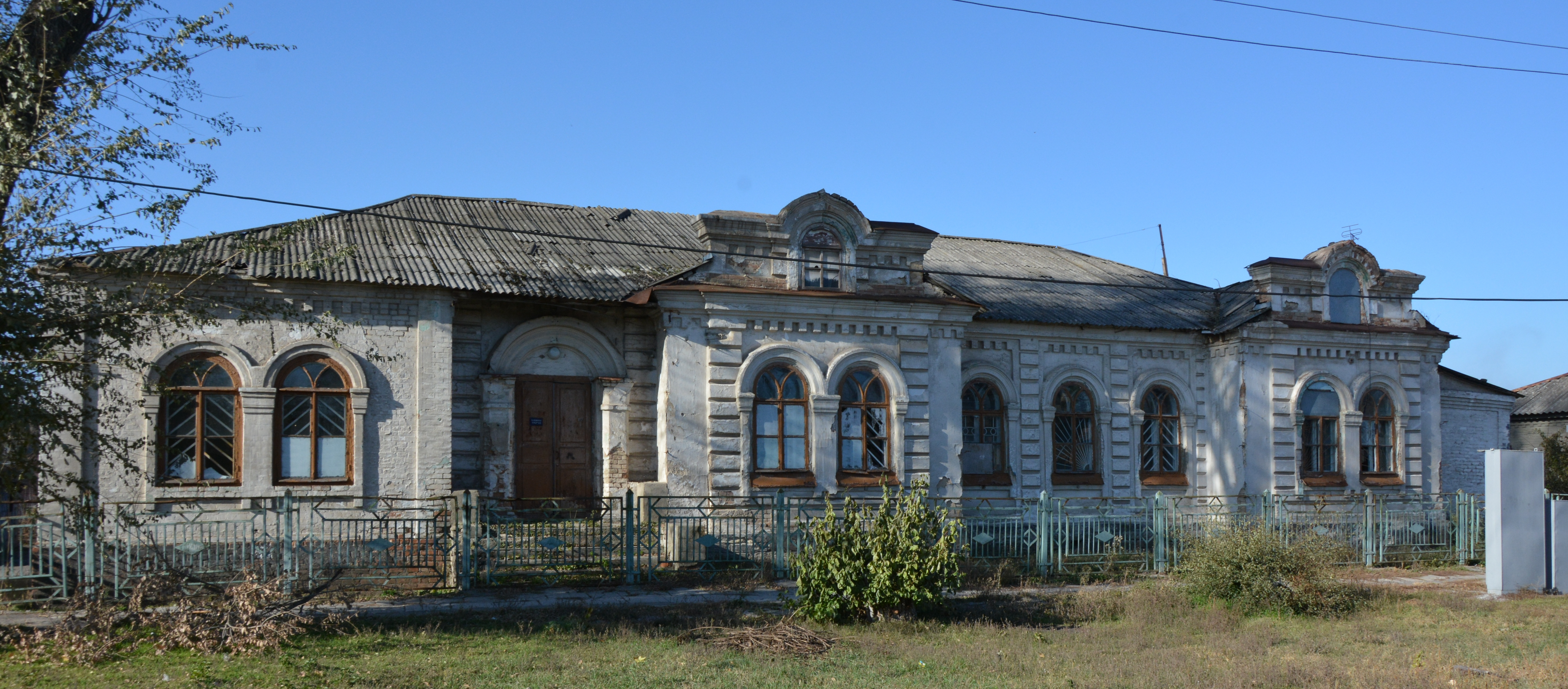
Oficina postal
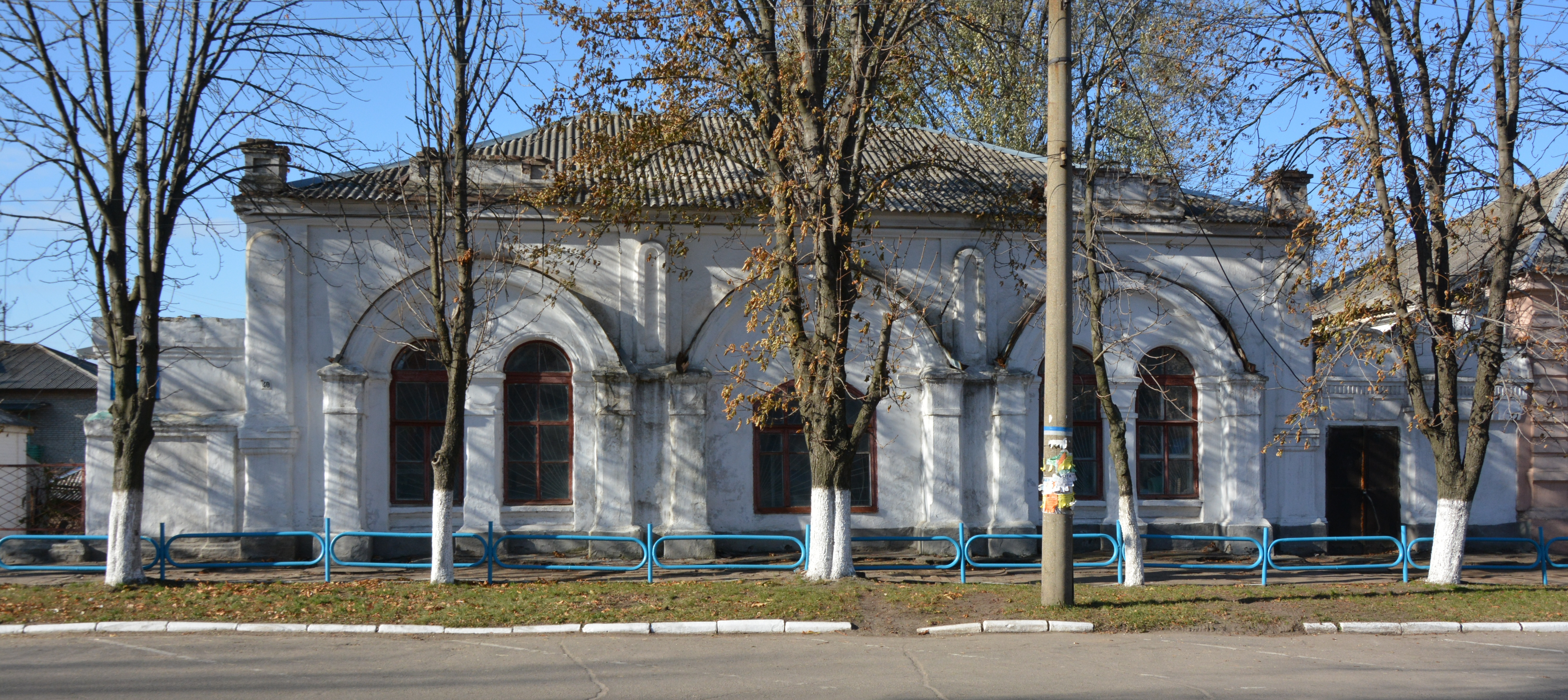
Primera casa de avituallamiento en Oríjiv
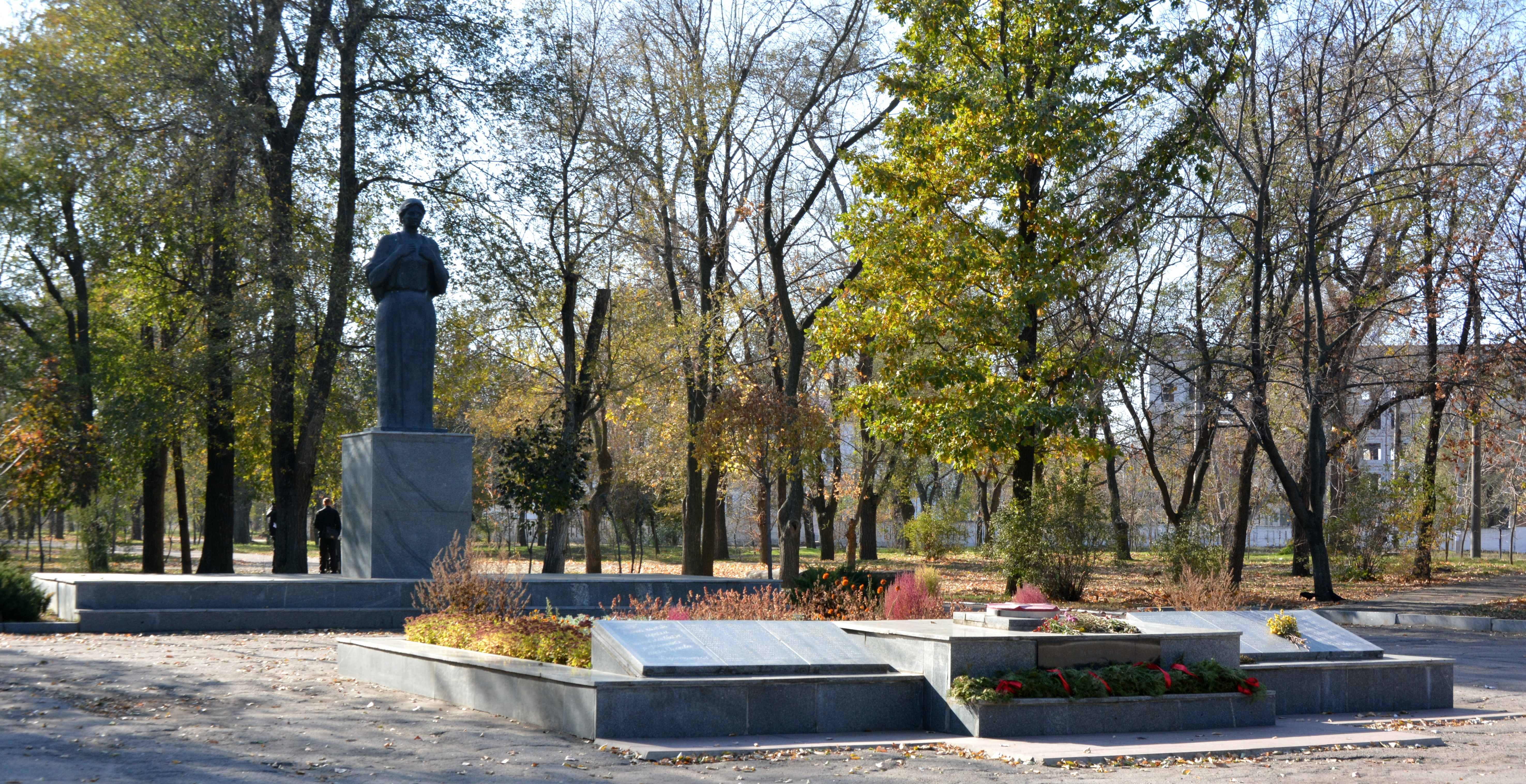
Memorial soviético de la Segunda Guerra Mundial
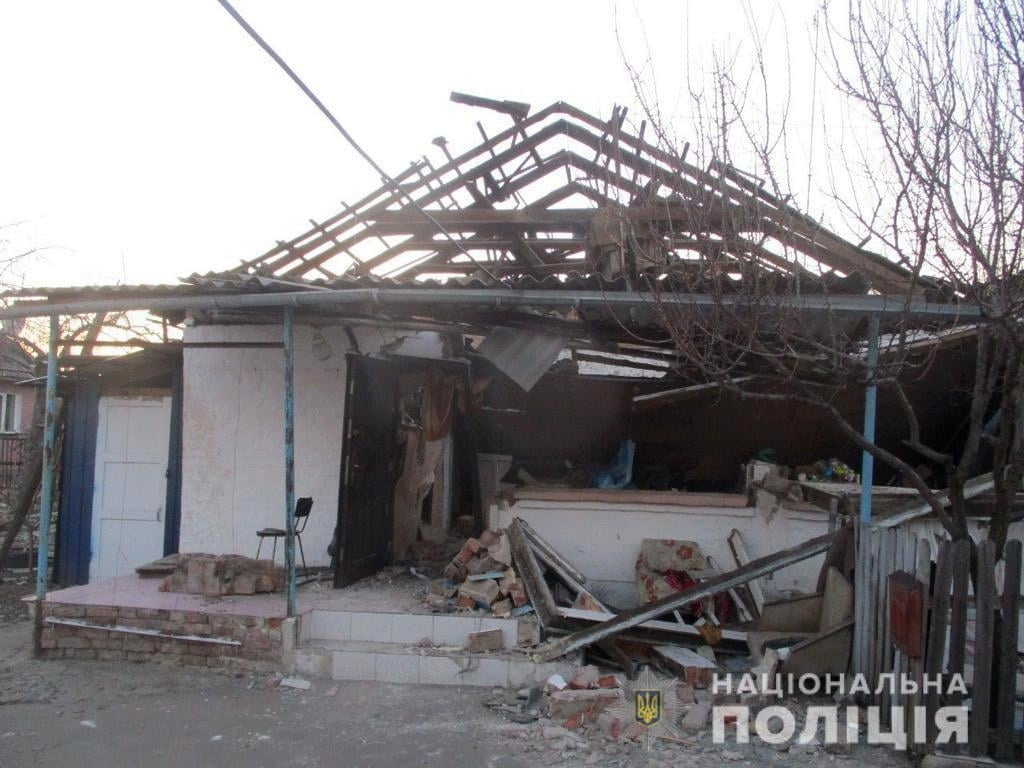
Oríjiv tras ataques rusos el 25 de marzo de 2022